# Yuri Vasilyevich Kondratyuk
Yuri Vasilievich Kondratyuk (21 tháng 6 năm 1897-1942) là một nhà khoa học người Ukraina, ông là nhà tiên phong trong ngành vũ trụ học và du hành vũ trụ. Những lý thuyết của ông đã tạo tiền đề cho việc phát triển tên lửa vũ trụ, ông là người đã đưa ra những giả thuyết về căn cứ trên quỹ đạo, phi thuyền ngoài không gian, đặc biệt là cách đổ bộ lên Mặt Trăng. Ông đã sử dụng một bút danh, trong khi tên khai sinh của ông là Oleksandr Gnatovich Shargei.
Kondratyuk sinh ra tại Poltava, Ukraina (sau đó là Đế quốc Nga). Cha của ông, Ignatiy Benediktovich Shargei, nghiên cứu Vật lý và Toán học tại Đại học Kiev. Mẹ của Kondratyuk, Ludmila Lvovna Schlippenbach dạy tiếng Pháp tại một trường trung học Kiev, chắc chắn đã mang thai vào thời điểm bà kết hôn vào tháng 1 năm 1897. Do họ không không bình thường của bà, người ta cho rằng có lẽ Ludmila phải là một hậu duệ của Wolmar Anton von Schlippenbach, một vị tướng người đã tham gia đội quân Charles XII của Thụy Điển xâm lược Nga nhưng thất bại.